# Cao Yajing
Cao Yajing (chinesisch 曹亞靜, Pinyin Cao Yajing; * 5. Dezember 2002) ist eine chinesische Tennisspielerin.

## Karriere
Cao Yajing begann mit sieben Jahren das Tennisspielen und spielt hauptsächlich auf Turnieren der ITF Women’s World Tennis Tour, auf der sie aber noch keinen Titel gewinnen konnte. 
Im Juli und Oktober 2023 stand sie zweimal im Finale eines ITF-Turniers im Doppel.